# Kyushu
Kyushu (Japans: 九州, Kyūshū) is het op twee na grootste eiland van Japan. Het ligt ten zuiden van Honshu en ten zuidwesten van Shikoku. Het aantal inwoners is 12,8 miljoen (2018) en de oppervlakte bedraagt 42.231,48 km². Het is van de grote eilanden het meest zuidelijk gelegen en wordt beschouwd als de bakermat van de Japanse beschaving.

## Naam
De naam Kyushu betekent letterlijk "negen provincies" en verwijst naar de negen provincies waarin het eiland vroeger was verdeeld. Tijdens de Meiji-restauratie werd het oude feodale systeem vervangen.

## Geschiedenis
In 1543 zetten drie Portugese schipbreukelingen op Tanega Shima als eerste Europeanen hier voet op Japanse bodem. In 1549 landde een Jezuïetenmissie onder leiding van Franciscus Xaverius in de haven van Kagoshima en kreeg er toelating om te preken.
De eerste Nederlanders zetten hier op 19 april 1600 voet op Japanse bodem, na een barre tocht met het schip De Liefde.

## Geografie
Het eiland is bergachtig. Op Kyushu ligt de grootste actieve vulkaan van Japan, de Aso (1.592 meter). Er zijn veel andere tekenen van seismische activiteit, waaronder hete bronnen.
Ten westen van het eiland stroomt de Tsushimastroom en ten zuidoosten de Kuroshio. Ten noordoosten van het eiland ligt de Japanse Binnenzee.

## Indeling
Het eiland Kyushu telt zeven prefecturen:
1. Fukuoka (福岡県)
2. Kagoshima (鹿児島県)
3. Kumamoto (熊本県)
4. Miyazaki (宮崎県)
5. Nagasaki (長崎県)
6. Ōita (大分県)
7. Saga (佐賀県)

De regio Kyushu (九州地方, kyūshū-chihō) bestaat uit deze zeven prefecturen in combinatie met:
 Okinawa (沖縄県)

## Economie
De belangrijkste stad op het eiland is Fukuoka, een havenstad waar veel zware industrie is gevestigd. Kitakyushu en Omuta zijn eveneens industriële centra. Nagasaki is de belangrijkste havenstad.
Kyushu heeft een subtropisch klimaat. Belangrijke landbouwproducten zijn rijst, thee, tabak, zoete aardappels, en soja. Ook wordt er veel zijde geproduceerd. Het eiland staat bekend om twee soorten porselein, Satsuma en Hizen. De zware industrie, waaronder chemische industrie en metaalindustrie, is geconcentreerd in het noorden.